# Marek Siemek

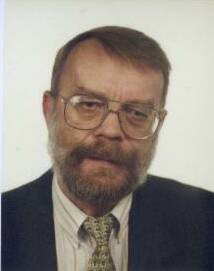
Marek Jan Siemek

Marek Jan Siemek (* 27. November 1942 in Krakau; † 30. Mai 2011 in Warschau) war ein polnischer Philosoph und Historiker. 
Er war seit 1986 Mitglied der Internationalen Hegel-Gesellschaft und Hochschullehrer an der Universität Warschau.
2005 erhielt Siemek die Ehrendoktorwürde der Universität Bonn.

## Werke
Auswahl von in Deutsch erschienenen Werken:
- Die Idee des Transzendentalismus bei Fichte und Kant, 1984.
- Natur, Kunst, Freiheit, 1998.
- Demokratie und Philosophie, 1999.
- Vernunft und Intersubjektivität, 2000.
- Von Marx zu Hegel, 2002.